# Robert Micheau (syndicaliste)
Pour les articles homonymes, voir Micheau et Robert Micheau.
Robert Micheau, né le 17 octobre 1931 à Château-Renard (Loiret) et mort le 22 janvier 2012 à Ouzouer-des-Champs, est un militant syndicaliste français de la Fédération de l'Éducation nationale. Il fut notamment secrétaire général du Syndicat national de l'intendance de l'Éducation nationale (SNIEN) et trésorier national de la Fédération de l'Éducation nationale (FEN).

## Biographie

### Débuts professionnels
Au milieu des années 1950, Robert Micheau est reçu au concours d'adjoint des services économiques. Il est affecté en cette qualité au lycée de Saint-Quentin et adhère au SNES, syndicat de la FEN qui syndique alors essentiellement les personnels enseignants des lycées classiques et modernes, mais également les personnels d'intendance.
Muté sur sa demande au lycée Michelet à Vanves, dans la banlieue parisienne, Robert Micheau milite dans la catégorie intendance de ce syndicat.
Partisan affirmé de l'unité de l'ensemble des fonctionnaires de l'intendance dans un syndicat unique de la FEN, il prend une part active aux discussions et actions communes préparant cette fusion qui intervient parallèlement à la fusion intervenue en 1966 entre l'« ancien SNES classique et moderne » et le Syndicat national de l’enseignement technique (SNET) pour constituer le « Nouveau SNES » (classique, moderne, technique).
Au congrès fédéral de 1969, Robert Micheau entre à la commission administrative nationale de la Fédération de l'Éducation nationale (FEN) comme représentant suppléant du SNIEN dont le secrétaire général, Jean Desvergnes, est le membre titulaire.

### Secrétaire général du Syndicat de l’intendance et trésorier national de la FEN

#### Une succession non recherchée
En 1977, Robert Micheau succède à Jean Desvergnes comme secrétaire général du SNIEN (Syndicat national de l'Intendance de la FEN) qui abandonne ses responsabilités syndicales pour prendre la présidence de la CASDEN, banque coopérative de l'Éducation nationale. Robert Micheau n’est pas candidat à la fonction à laquelle Michel Capron était initialement destiné mais à laquelle il a dû renoncer après un malaise cardiaque lors d'un congrès académique préparatoire au congrès national de 1977. Micheau y est poussé notamment par un groupe de militants dont Jean-Paul Roux et Pierre Escafit. Jean Desvergnes, dans le témoignage sur son parcours au Centre Henri-Aigueperse, raconte comment il a convaincu Robert Micheau d'accepter de prendre sa suite lors d'un trajet en voiture.
Robert Micheau accepte d'assumer cette responsabilité, mais pose comme condition de s'entourer d'une équipe comprenant notamment Jean-Paul Roux et Michel Capron, secrétaires généraux adjoints, mais également Pierre Escafit, futur vice-président de la CAMIF. Robert Micheau entame alors un mandat qui durera quatorze ans, jusqu'en 1991.

#### Création de l'ASU
Robert Micheau poursuit le travail entrepris par Jean Desvergnes avec le ministère de l'Éducation nationale en vue de créer l'Administration Scolaire et Universitaire (l'ASU), dont le statut, élaboré en 1979, n'est définitivement et complètement appliqué que par le décret du décret du 3 décembre 1983 « portant statuts particuliers des corps de l’administration scolaire et universitaire », statut commun aux personnels relevant jusqu'alors des deux syndicats SNIEN et SNAU au sein de la FEN. Au sein du SNIEN, le dossier est plus particulièrement suivi par André Tabarly (chargé du secteur corporatif) et Marie-Claude Bruniquel.

#### Mandats fédéraux
Secrétaire général du Syndicat depuis 1977, Robert Micheau succède également à Jean Desvergnes comme trésorier national de la Fédération de l'Éducation nationale (FEN) lors du renouvellement de la Commission administrative et du Bureau fédéral qui interviennent au congrès de Nantes de la FEN (février 1978). Il est réélu trésorier national de la Fédération tout en restant secrétaire général de son syndicat aux congrès fédéraux de Toulouse (1980), d'Avignon (1989) et de Lille (1985).
Au congrès fédéral de La Rochelle, 1988, le secrétaire général de la FEN, Yannick Simbron, souhaite que celle-ci dispose d'un trésorier « à temps plein ». Cette fonction échoit à un autre militant du SNIEN, Jacques Bory, mais reste membre de l’Exécutif fédéral où il est réélu au congrès de Clermont-Ferrand (1991) jusqu’à la fin de son mandat à la tête du SNIEN. De 1988 à 1990, il siège sur proposition de la FEN comme membre de la section du cadre de vie du Conseil économique, social et environnemental.
Robert Micheau aura assumé pendant quatorze ans la direction de son syndicat et, pendant onze ans, des responsabilités éminentes au sein de la Fédération de l'Éducation nationale. Comme trésorier fédéral, Robert Micheau est le « numéro 2 statutaire » de la FEN, même s'il n'y a pas l'aura qu'avait son prédécesseur ou le même degré d'implication dans les dossiers transversaux.
Avec sa double casquette de secrétaire général du SNIEN et de trésorier fédéral, Robert Micheau aura côtoyé trois secrétaire généraux de la FEN : André Henry, Jacques Pommatau, Yannick Simbron.

### Le retraité militant
Après avoir quitté ses fonctions syndicales, Robert Micheau est notamment secrétaire national (membre du Bureau fédéral) de la Fédération générale des retraités de la Fonction publique (FGR-FP) de 1993 à 1996, y assumant la direction du bulletin mensuel, le Courrier du retraité.
Il meurt le 12 janvier 2012 à l'âge de 80 ans.